# Asdrúbal Fuenmayor Rivera
Asdrubal Fuenmayor Rivera (Maracaibo, 28 de julio de 1893 - Caracas, 15 de enero de 1958) fue un educador, abogado, jurista y político venezolano.
Nació en Maracaibo el 28 de julio de 1893, su padre el Doctor Manuel Fuenmayor Amador y su madre la señora Rebeca Rivera.
Inicia sus estudios en Maracaibo, ingresando, después del bachillerato, al Colegio Federal de Primera Categoría de esa ciudad. Miembro del grupo Ariel y del Centro Musical de Maracaibo (1910), es designado profesor de literatura en el colegio Instituto Maracaibo, dirigido por Raúl Cuenca.
Inicia estudios de derecho en la Universidad Central de Venezuela para el año 1913, recibe el título de abogado en 1917 y es nombrado fiscal del Ministerio Público en Maracaibo y posteriormente en el  Estado Aragua (1918). Trasladado nuevamente a Caracas donde continúa sus estudios de derecho.
Se casa el 28 de julio de 1920 en Nuestra Señora de Alta Gracia con la señorita María de los Dolores Rodríguez Del Castillo y tuvo 5 hijos: Manuel Fermando, Rebeca Margarita, Luis Augusto, Gustavo y Asdrúbal Fuenmayor Rodríguez.
Se gradúa de doctor en ciencias políticas a mediados del año 1925. Activo animador de los grupos antigomecistas que funcionan clandestinamente en Caracas, milita luego en las filas del Partido Unión Nacional Republicana (1936). 
El 8 de agosto de 1941, funda y preside el partido Unión Municipal con objetivos exclusivamente municipales y jurisdicción en el Distrito Federal, siendo elegido como concejal por la parroquia de Altagracia. 
En octubre de 1953, fue el impulsor junto con su esposa en la fundación de la Universidad Santa María, primera universidad privada de Venezuela en iniciar actividades.
Fallece víctima de un infarto en la ciudad de Caracas el 15 de enero de 1958 en su hogar en la quinta La Dolores de la urbanización San Bernandino.[cita requerida]